# Kønnenes kamp (spilteori)
Kønnenes kamp er et koordinationsspil, som studeres i spilteori. Spillet spilles af to spillere, og et eksempel på spillet er dette: Forstil dig et par, hvor manden gerne vil se fodbold, og kvinden gerne vil til opera. De vil dog have den anden med, så manden foretrækker at være til opera med kvinden frem for at tage alene til fodbold, og kvinden foretrækker at tage til fodbold med manden frem for at tage til opera alene. Hvad skal de vælge hvis de ikke må kommunikere indbyrdes? 
Til højre ses udbyttematricer for to versioner af dette spil. Kvinden vælge mellem de vandrette rækker, og hendes udbytte er det første tal i felterne, manden vælger mellem de lodrette kolonner, og hans udbytte er det andet tal i felterne. Det første spil tager ikke højde for at kvinden sandsynligvis hellere vil stå alene til opera end til fodbold, og at manden sandsynligvis hellere vil stå alene til fodbold end til opera. Det den anden version af spillet har ligheder med kylling.

## Ligevægtsanalyse
Dette spil har to ren-strategi Nash-ligevægte, dvs. valg af strategier, så det ikke kan betale sig for nogle af spillerne at ændre sin strategi. Det er: Begge går til fodbold og begge går til opera. Disse to ligevægte er dog uretfærdige, fordi det altid er den samme der får sin vilje. Ud over denne ligevægt, er der også en blandet Nash-ligevægt: At begge spillere vælger deres foretrukne aktivitet 60% af gangene. Denne ligevægt har dog også nogle ulemper: Den er ustabil, og det gennemsnitlige udbytte er mindre for begge end det ville være hvis de blev enige om at gå til f.eks. opera hver gang.